# Louis Henri de Saulces de Freycinet
Pour les articles homonymes, voir Freycinet.
Louis Henri de Saulces de Freycinet, né le 31 décembre 1777 à Montélimar, et mort le 21 mars 1840 à Rochefort, est un officier de marine et administrateur colonial français.

## Biographie

### Jeunesse
Descendant d'une famille protestante du Dauphiné, il s'engage le 27 janvier 1794 dans la marine en qualité d'aspirant de troisième classe, participe en 1795 aux combats livrés en mer Méditerranée contre les escadres réunies d'Espagne et d'Angleterre et est nommé en même temps que son frère Louis Claude, enseigne de vaisseau.
En 1800, il fait partie de l'expédition vers les Terres australes en direction de la Nouvelle-Hollande. Il embarque comme officier d'état-major du capitaine Nicolas Baudin sur le Géographe en tant qu'enseigne de vaisseau, et son frère Louis sur le Naturaliste comme officier d'état-major du capitaine Hamelin. Son nom est donné au Havre Henri Freycinet situé dans la baie des Chiens-Marins, aujourd'hui baie Shark en Australie-Occidentale. Il a notamment pour ordre de reconnaître en juillet 1801 l'île de Dorre et la future presqu'île Péron. Il a pour protégé l'aspirant François-Désiré Breton que Baudin qualifie de « plus inutile de tous ceux qui sont à bord. » Henri de Freycinet est nommé par Baudin lieutenant de vaisseau le 27 octobre 1801 à Timor, « comme une récompense justement méritée pour les connaissances que vous avez acquises depuis le commencement de la campagne et la manière dont vous avez rempli votre service à bord. » Il devient ainsi de facto le second de Baudin, après le débarquement à Timor du capitaine Le Bas de Sainte-Croix; mais ce poste est partagé avec le lieutenant de vaisseau (promu en même temps que lui) Ronsard, ce qui provoque des tensions entre les deux hommes. Finalement à la seconde relâche de Timor, l'équipage est appelé par vote (ce qui est un choix surprenant du commandant Baudin, fortement diminué par la maladie) à les départager. Freycinet est choisi par ce vote comme second de Baudin.
En 1802, le Naturaliste rentre en France mais son frère Louis rentre de l'expédition avec le Casuarina, goélette dont il a reçu le commandement. Le 16 septembre 1803, Baudin meurt des suites d'une phtisie à l'île de France et le Casuarina y est désarmé. Pierre Milius est nommé commandant du Géographe, le 28 septembre 1803, par le contre-amiral Linois. Cette désignation est mal acceptée par l'état-major, les naturalistes survivants et bien sûr par Freycinet lui-même. Le navire quitte l'île de France en décembre 1803.
Le Géographe fait son entrée à Lorient, le 21 mars 1804.

### Carrière maritime
Henri de Freycinet poursuit sa mission et, en mars 1806, il livre deux combats, près de la Martinique et de Saint-Domingue, qui peuvent compter parmi les plus brillants dont s'honore la marine française. Il est blessé et a le bras droit emporté par un boulet.
Il est nommé capitaine de frégate et commande bientôt l'Élisa.

### Carrière de gouverneur colonial
Il est nommé gouverneur de l'île Bourbon et prend ses fonctions le 15 février 1821. Ses actions se situent dans la continuité de celles mises en œuvre par son prédécesseur, Milius, lequel avait également participé à l'expédition Baudin. Dès le mois d'août de la même année, il entreprend une visite complète de l'île qui lui permettra de se rendre compte de la bonne santé économique de La Réunion.
Le gouverneur de Freycinet installe un comité consultatif de l'agriculture et du commerce dont fait partie le riche planteur esclavagiste Charles Desbassayns. Il crée également une Caisse d'escompte pour permettre aux négociants et aux planteurs de bénéficier de crédits. Il crée enfin le poste de directeur de l'Intérieur chargé de contrôler l'administration de la colonie. Nicolas Betting de Lancastel en est le premier titulaire. C'est sous son administration que sont installés les ponts suspendus de la rivière du Mât et de la rivière des Roches, ponts importés d'Angleterre.
L'esclavage étant toujours présent sur l'île, et à la suite de la montée de rébellion, Freycinet crée le 21 août 1823 une cour extraordinaire de justice criminelle et promulgue l'ordonnance du 27 septembre 1825 qui détaille les répressions pour chaque crime et délit commis par un esclave.
Freycinet devient ensuite le 15 février 1827 gouverneur de la Guyane française, où il relève Joseph de Burgues de Missiessy et sera remplacé par Jean Jubelin. Il exerce ensuite les mêmes fonctions en Martinique de 1829 à 1830, y succédant au comte de Bouillé et y précédant le colonel Joseph Gérodias. Il est élevé au grade de contre-amiral le 26 décembre 1828 et fait baron à titre personnel par lettres patentes du 21 août 1828. À la suite de le révolution des Trois Glorieuses, Freycinet donne sa démission au gouverneur.

### Retour en France
Freycinet est nommé en 1830 major général de la marine à Toulon, puis en 1834 préfet maritime de Rochefort, où il meurt le 21 mars 1840.
Il est le père de l'amiral Charles Henri Auguste de Saulces de Freycinet.

## Décorations[9]
- Chevalier de l'ordre royal et militaire de Saint-Louis
- Commandeur de la Légion d'honneur

### Sources et bibliographie
- Nicolas Baudin, Mon voyage aux Terres australes, journal personnel du commandant Baudin, Imprimerie nationale, 2001